# Starfinder
Starfinder — настольная ролевая игра объединяющая жанр научной фантастики и фэнтези. В мае 2016 года «Paizo Publishing» официально опубликовали анонс этой игры, а в августе 2017 года на Gen Con произошёл релиз. Starfinder основан на другой НРИ от Paizo — Pathfinder. В своей системе правил и вселенной эти игры связаны, но Starfinder больше адаптирован жанру научной фантастики, чем его предшественник. Paizo поддерживает игру выпуском множества приключений и дополнительных материалов.
В Starfinder высоко оценили упорядоченные правила и обширную, гибкую настройку. Новые правила боя звездолета также получили похвалу, хотя некоторая критика была указана на его повторяемость и отсутствие вариантов. Starfinder выиграл премию Origins в 2018 году за любимую ролевую игру.

## Предыстория
Starfinder черпает вдохновение во многих научно-фантастических мирах и космооперах, включая «Звездные войны», «Чужой», «Стражи Галактики» и «Warhammer 40 000». Paizo впервые выпустила научно-фантастическое приключение в 2012 году — «Distant Worlds» к Pathfinder. После успеха, Paizo решили создать новую игру в этом жанре.
Ролевая игра Starfinder была анонсирована в мае 2016 года на сайте Paizo и официально представлена на Gen Con в августе 2017 года.
Выход второго издания Starfinder анонсировано на конец 2024 года. При этом Paizo собирается предложить игрокам серию материалов для «полевых испытаний». Starfinder 2e будет полностью совместим с Pathfinder 2e , позволяя «мастерам подземелий» вводить элементы фэнтези в сеттинг Starfinder или наоборот.

## Система правил
Starfinder основан на игре Pathfinder, поэтому также использует систему правил d20, созданную для Dungeons & Dragons, то есть успех или неудачу определят сумма броска двадцатигранного кубика и дополнительных модификаторов.
Кроме привычных для фэнтези игр рас (эльфы, полурослики, дварфы) в Starfinder есть множество новых рас (исоки (крысоподобные специалисты в технике), андроиды, вески (боевые ящеры), касаты (четырехрукие телепаты) и многие другие). Также в Starfinder новые классы персонажей, которые больше отражают научно фантастический жанр (оперативник, техномант, мистик и другие).
Сохранились правила боя и использования магии из Pathfinder, но они были упрощены или адаптированы к футуристическим условиям. Кроме того в Starfinder есть правила, касающиеся космических кораблей и путешествий в космосе, превышающих скорость света.
Starfinder разработан таким образом, что контент из Pathfinder может быть легко преобразован в Starfinder и наоборот. В игре есть рекомендации по конвертации персонажей и монстров между двумя играми.

## Мир игры
Действие происходит в далеком будущем, после того, как произошел «Разрыв», который уничтожил планету Голарион (место действия в Pathfinder) и уничтожил все воспоминания и записи о предшествующих временах.
История планеты во время исчезновения теряется для всех рас, что не позволяет игрокам вернуться и вмешиваться в предыдущие события на временной шкале Pathfinder, а также служит основой собственной временной шкалы Starfinder. Поскольку Starfinder разделяет свое прошлое с Pathfinder, расы и монстры из сеттинга Pathfinder сохраняются во вселенной Starfinder наряду с новыми инопланетными расами из других миров. Магия остается частью игровой механики, часто переплетенной с технологиями высокого уровня <.
Со времени «Разрыва» союзные расы сформировали альянс под названием «Миры Соглашения» для дипломатии, торговли и обмена технологиями, со станцией «Авессалом» в качестве координационного центра для этой деятельности. Организация под названием «Общество Звездных искателей», базирующаяся на станции «Авессалом» и других планетах, была создана для поиска технологий, существовавших до «Разрыва», и любой информации, которая могла бы объяснить то, что произошло до этого события<.
«Миры Соглашений» — это объединение 14 миров в солнечной системе Голариона: Солнце, Абаллон, Кастровель, станция «Авессалом», Акитон, Верчес, «Идари», Диаспора, Эокс, Триакс, Лиавара, Бреседа, Апостэ, Октурн.
Как и в Pathfinder, в игре представлены личные бои с использованием оружия и магии, хотя эти системы были упрощены и адаптированы к футуристическому сеттингу. Кроме того, в Starfinder также есть правила, касающиеся космических кораблей, космических боев и путешествий со скоростью, превышающей скорость света<. Starfinder сохраняет традиционные фэнтезийные расы в качестве выбора для игроков (например, эльфы, гномы и орки), но предлагает в качестве стандарта другой набор рас, включая рептильных весков и крысоподобных исоков, в то время как также предлагает несколько нетрадиционных вариантов, таких как «семирукая морская звезда»<.
Starfinder также представляет новый набор из семи классов персонажей на выбор игроков, которые можно в дальнейшем настраивать, а также улучшения тела, которые могут давать различные способности. Starfinder спроектирован таким образом, что контент из Pathfinder можно легко конвертировать в Starfinder и наоборот; в игре есть рекомендации по преобразованию персонажей и монстров между двумя системами<.

## Дополнительные материалы
Paizo и разработчик аудиоприложений Syrinscape объединились для создания официального набора звуковых эффектов для Starfinder, а Paizo лицензировала дизайн-студию Ninja Division на создание пластиковых миниатюр. Они были выпущены одновременно с общим запуском игры в августе 2017 года.
Paizo вместе с Audible создали пилотный эпизод приключений Starfinder Alexa «Scoundrels in the Spike», выпущенный в декабре 2019 года. Пилотный проект признали успешным, в результате Amazon поручил Paizo и Audible создать полное приключение из шести эпизодов на основе «Dead Suns». Кампания, которая была впервые выпущена в августе 2020 года. Приключение, включая пилотную версию, включает озвучку в исполнении Нейтана Филлиона и Лоры Бэйли, а также одиннадцати других актеров. По словам Бэйли, озвучка новых эпизодов выполнялась в домашних студиях из-за пандемии COVID-19, хотя при взаимодействии персонажей друг с другом актеры работали вместе онлайн.
В рамках пилота пользователь может выбрать одного из пяти главных героев, а затем принять определенные решения, влияющие на исход истории, а также инициировать проверку навыков в игре и определить, как будет развиваться бой. Правила были упрощены по сравнению с настольной версией, чтобы адаптироваться к голосовым командам. Пилотный эпизод и первый эпизод новой кампании были доступны бесплатно, а остальные эпизоды — за плату. В 2021 году Paizo анонсировала сюжетную линию Drift Crisis как часть дополнения Drift Crashers, в котором гиперпространственная система путешествий выходит из строя.
В конце 2023 года Paizo выпустила расширенную версию Starfinder, в которой представлены оптимизированные бои на звездных кораблях.